# Yukiya Sato
Yukiya Sato (Ishikari, 19 juni 1995) is een Japanse schansspringer.

## Carrière
Sato maakte zijn wereldbekerdebuut in januari 2015 in Sapporo. In februari 2018 scoorde de Japanner in Willingen zijn eerste wereldbekerpunten. In januari 2019 behaalde hij in Innsbruck zijn eerste toptienklassering in een wereldbekerwedstrijd. Diezelfde maand stond Sato in Zakopane voor de eerste maal in zijn carrière op het podium van een wereldbekerwedstrijd. Op de wereldkampioenschappen schansspringen 2019 in Seefeld eindigde de Japanner als zevende op de normale schans en als 21e op de grote schans. Samen met Daiki Ito, Junshiro en Ryoyu Kobayashi veroverde hij de zilveren medaille in de landenwedstrijd, in de gemengde landenwedstrijd eindigde hij samen met Yuki Ito, Sara Takanashi en Ryoyu Kobayashi op de vijfde plaats. Op 8 december 2019 boekte hij in Nizjni Tagil zijn eerste wereldbekerzege.

## Resultaten

### Wereldkampioenschappen
| Jaar | Plaats  | Resultaten                                          |
| ---- | ------- | --------------------------------------------------- |
| 2019 | Seefeld | 7e HS109 · 21e HS130 · Team HS130 · 5e Gemengd team |

### Wereldbeker
Eindklasseringen
| Seizoen   | Algm | SV  | 4S  | RAW |
| --------- | ---- | --- | --- | --- |
| 2017/2018 | 45e  | 39e | –   | 21e |
| 2018/2019 | 23e  | 17e | 12e | 13e |
| 2019/2020 | 13e  | 32e | 19e | 10e |

Wereldbekerzeges
| Datum           | Plaats       | Schans |
| --------------- | ------------ | ------ |
| 7 december 2019 | Nizjni Tagil | HS134  |
| 1 februari 2020 | Sapporo      | HS134  |

### Grand-Prix
Eindklasseringen
| Jaar | Plaats |
| ---- | ------ |
| 2015 | 80e    |
| 2018 | 14e    |
| 2019 | Zilver |